# Marosugra
Marosugra (románul Ogra, németül Ugern) falu Romániában, Maros megyében, Marosugra község központja. Gyulas, Lackod, Mezőújfalu és Oláhdellő tartozik hozzá.

## Fekvése
Marosvásárhelytől 22 km-re délnyugatra a Laskod-patak torkolatánál a Maros bal partján, a Kolozsvár–Marosvásárhelyi országút mellett fekszik.

## Története
1376-ban Wgra néven említik először. Haller kastélya klasszicizáló barokk stílusban épült. 1910-ben 1298,többségben magyar lakosa volt, jelentős román kisebbséggel. A trianoni békeszerződésig Kis-Küküllő vármegye Radnóti járásához tartozott. 1992-ben 1431 lakosából 645 román, 592 magyar, 194 cigány volt.

## Híres szülöttei
Itt született 1944. január 12-én Komán János pedagógus, költő, helytörténetíró, újságíró.

## Látnivalók
- Haller-kastély

A 18. századi barokk kastélyt a Haller család építette. Jóval kisebb és egyszerűbb, mint a szomszéd falu, Kerelőszentpál Haller-kastélya.

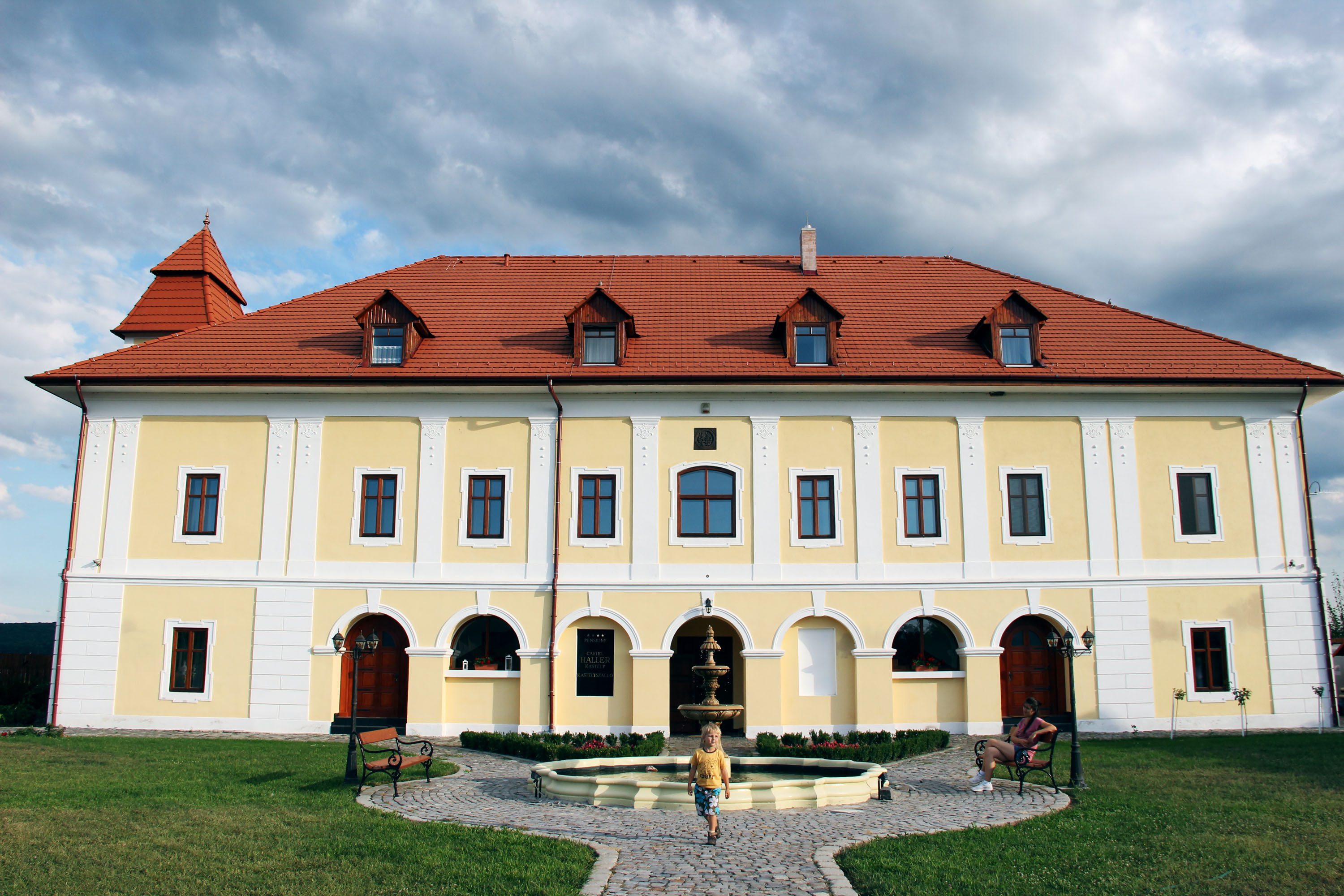
A Haller-kastély
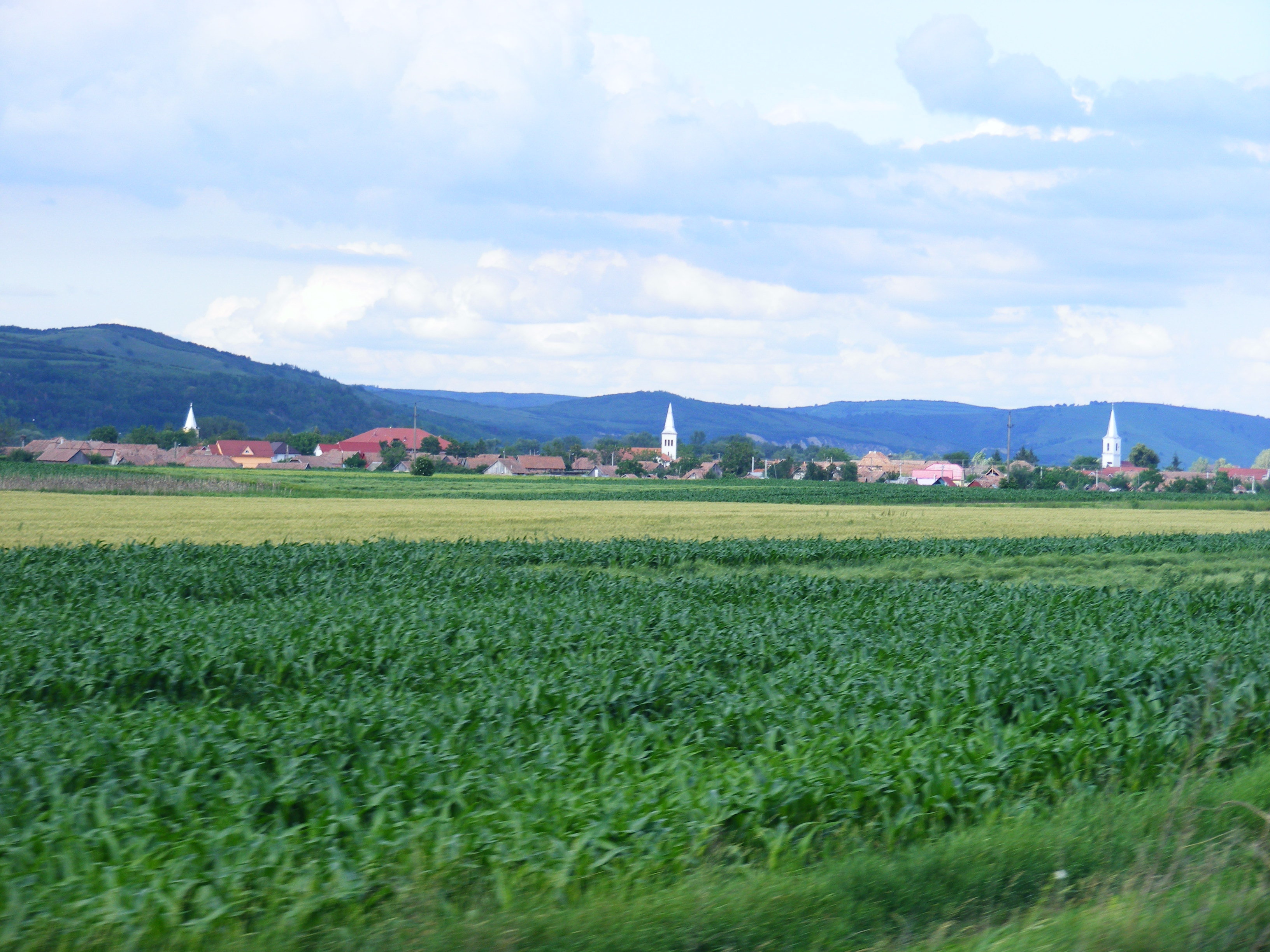
Marosugra látképe
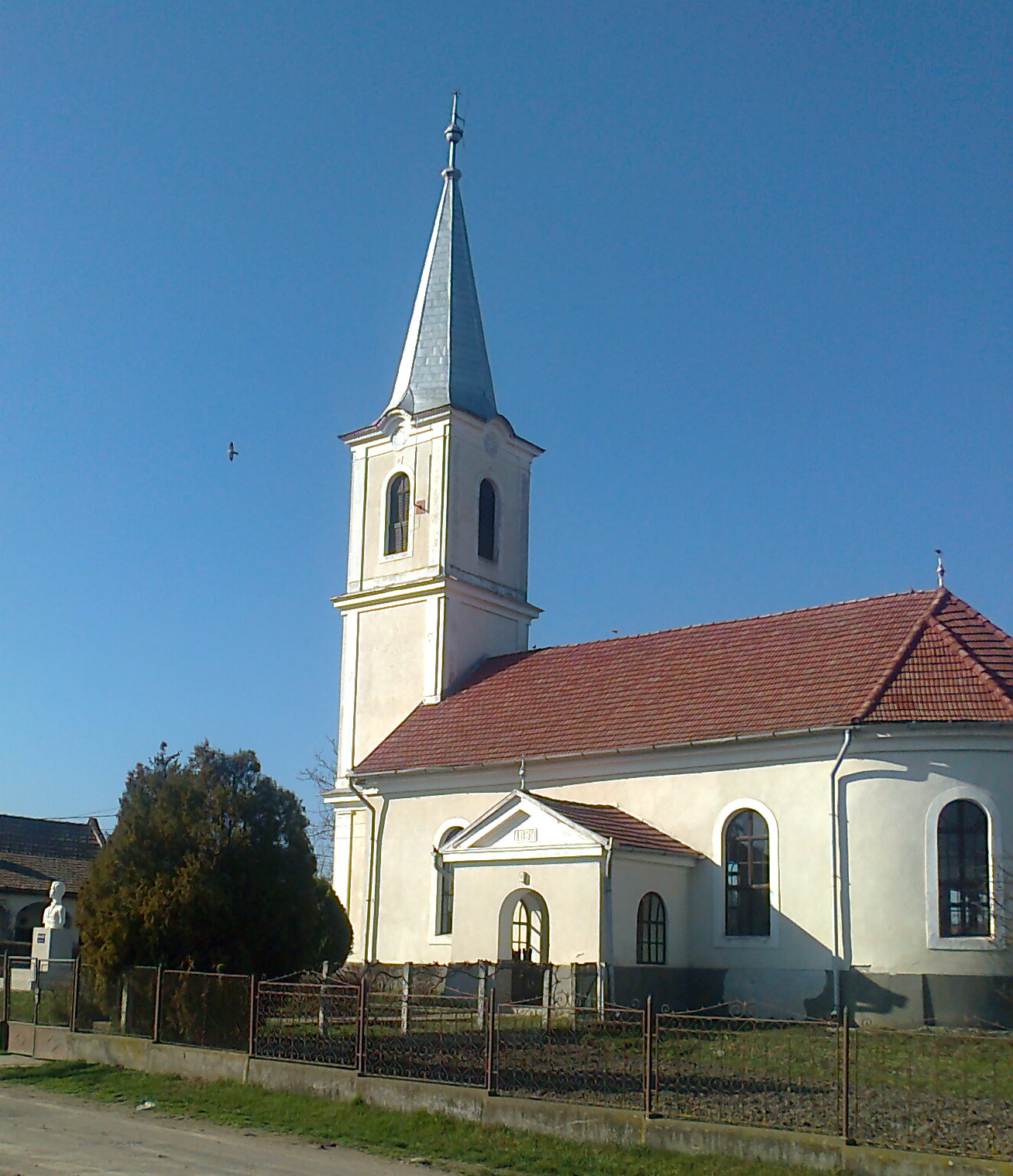
Református temploma, előtte Petőfi Sándor mellszobra